# Rufus Payne

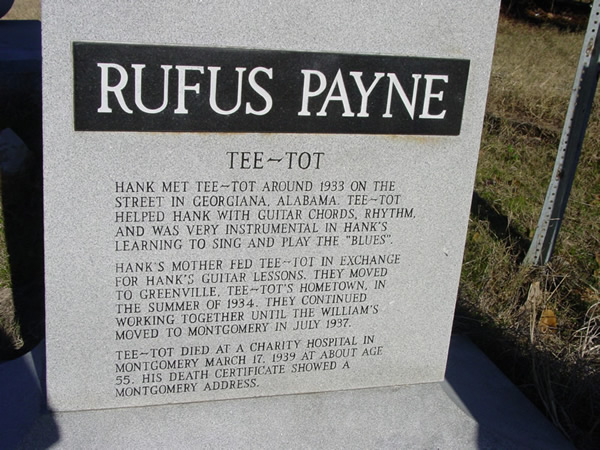
Gedenkstein für Rufus Payne am Lincoln-Friedhof in Montgomery

Rufus Payne (* wahrscheinlich am 4. Februar 1883 in Greenville, Alabama; † 17. März 1939 in Montgomery) war ein US-amerikanischer Bluesmusiker. Bekannter war er unter seinem Spitznamen Tee Tot.

## Leben und Wirken
Außer seinem Sterbedatum sind viele Details aus Paynes Leben, wie auch seine Eltern laut Sterbeurkunde, unbekannt. Nach der amerikanischen Historikerin Alice Harp wurde er um 1884 in Sandy Ridge, Alabama, geboren.
Rufus Payne wurde vor allem als Mentor von Hank Williams bekannt. Durch seinen Einfluss und den Kontakt zu Blues und anderer afroamerikanischer Musik vereinte Williams erfolgreich Hillbilly, Folk und Blues zu seinem einzigartigen Stil. Ein Teil von Williams Karriere ist somit Paynes Verdienst.
Payne starb am 17. März 1939 in einem Charity Hospital in Montgomery, sein Alter wurde mit vermutlich 55 Jahren angegeben. Er wurde begraben auf dem Lincoln-Friedhof in Montgomery. Sein Grab ist unbekannt, aber ein Denkmal steht nahe dem Eingang des Friedhofes.